# Kristus na prestolu med Devico in svetim Janezom, Pisa
Kristus na prestolu med Devico in svetim Janezom, je mozaik (385 x 223 cm) v apsidi stolnice v Pisi. To je edino dokumentirano delo Cimabueja, ki je na njem delal od leta 1301, preden je naslednje leto umrl; Francesco da Pisa in Vincino da Pistoia sta mu sledila in ga dokončala leta 1320.

## Zgodovina
2. septembra 1301 in 19. februarja 1302 se dokumentirajo plačila umetniku, ki je priskrbel zasnovo dela. V dokumentu z dne 19. marca 1302 so omenjene dedinje Cimabueja, ki navajajo, kako je slikar umrl, pri čemer je mozaik nedokončan. Dokument z dne 19. februarja izrecno omenja le svetega Janeza. Slogovne razlike z ostalima dvema figurama omogočajo izključitev, da je Cimabue tam delal.
Cavalcaselle, italijanski pisatelj, umetnostni zgodovinar in umetnostni kritik, je prvi preučil delo s kritičnega vidika, pohvalil je Kristusovo kakovost (»enega najlepših v tistih časih«) in našel tipično cimabueškega sv. Janeza. Leta 1896 je Trenta objavil celo vrsto dokumentov o dobavi materiala za izvedbo mozaika in na podlagi primerjave med njimi in različnimi deli samega mozaika rekonstruiral različne faze dela: neki Francesco bi izdelal Kristusa; Cimabue sv. Janeza, sedež in alegorične Kristusove živali in opredelil zasnovo Marije; Vincino da Pistoia bi izdelal Marijo in druge podrobnosti, dokler ni bila celota končana leta 1321.
Adolfo Venturi, italijanski umetnostni zgodovinar in akademik, je leta 1907 svetnika in del Kristusovega lika tudi pripisal Cimabueju. Van Marle (1932) je namesto tega izrazil pozitivne sodbe o Janezovi avtografiji, prestolu in alegoričnih živalih, pri čemer je sodeloval tudi pri opredelitvi figure Marije, ki so jo kasneje sprejeli drugi. Danes Cimabueju večinoma pripisujejo le sv. Janeza, tako na slogovni kot na dokumentarni osnovi.
Delo je po čudežu preživelo požar leta 1595. Vsaj štiri večje obnove so spremenile prvotno fizionomijo mozaika, vendar kritiki menijo, da ne preveč.

## Opis in slog
Kristus sedi na prestolu z veliko valjasto blazino, medtem ko blagoslavlja in na kolenih drži knjigo z napisom Ego sum Lux Mundi ('Jaz sem luč sveta'). Toga hieratska frontalnost obraza je v nasprotju s kompleksnimi gubami modrega ogrinjala, ki pokriva njegove noge, brez shematizmov, temveč z izjemno voluminoznostjo. Rob spodnjega rdečega ogrinjala je bolj raven in blokira gibanje in debelino draperije zgoraj. Tudi tu teče napis. Prestol z inverzno perspektivo prikazuje robove, kot da je trapezne oblike, okrašen z bleščečimi draperijami. Tu počivata dva leva in dva prikradena zmaja. Kačo in bazilisk namesto tega najdemo zdrobljene pod Kristusovimi bosimi nogami.
Ob straneh sta Marija z nimbom iz draguljev in z dvignjeno levico ter obrnjeno proti gledalcu, kot da bi ga želela opozoriti in sveti Janez, ki drži knjigo in nežno nagiba glavo v podporo trendu oboka. Ta figura je edina, za katero menijo, da je v celoti delo Cimabua, saj je edino dokumentirano delo Cimabueja; kritiki so rekonstruirali celotno umetnikovo delo, začenši s tem mozaikom.
Dokaj statičen je, da ga del kritikov šteje: »šibka in utrujena« figura , drugi del pa bere klasicistične vplive rimske šole in poviša njeno milost (Supino, Chiappelli, Salmi, Battisti, Bologna. Še drugi ga vidijo kot melanholično postavo.
Lik svetega Janeza ima široko razširitev, bujne lase, melanholičen izraz, ki skoraj namiguje na nasmeh, knjigo drži z obema rokama, ima masivne prste, raven nos, vse značilnosti, ki jih najdemo v zrelem Cimabueju, freske od Assisija (približno 1288-1292) naprej in v  Maestà (približno 1290-1300).
Celoten mozaik na splošno prikazuje mozaike bizantinskih in normanskih cerkva, kot sta Cefalù in Monreale na Siciliji, z določeno amplitudo v draperiji (čeprav diskontinuirano), ki izhaja iz primera klasične umetnosti, medtem ko so geometrijske shematizacije obrazov še vedno bizantinske, roke in noge z novohelenskimi vplivi (tj. najnovejšimi trendi v vzhodno-bizantinski umetnosti) v izrazni občutljivosti.